# Kazimierz Barnaś
Kazimierz Barnaś (* 16. Mai 1912 in Krakau; † 13. September 1996 ebenda) war ein polnischer Dramatiker, Theaterkritiker und Theaterleiter.

## Leben
Barnaś besuchte die Schule in Krakau und legte dort 1931 das Abitur ab. Bereits als Gymnasiast debütierte er 1928 als Lyriker mit Gedichten, die in der Zeitschrift Rola publiziert wurden. Anschließend studierte ab 1931 Polonistik an der Jagiellonen-Universität, wo er 1937 den Magister erwarb. Während seines Studiums leitete er das Teatr Akademicki und veröffentlichte Gedichte im Kurier Literacko-Naukowy von 1931 bis 1933 sowie Rezensionen in der Gazeta Artystów von 1934 bis 1935. Nach seinem Studium ging er nach Warschau und wurde 1939 literarischer Leiter des Allgemeinen Theaters (Teatr Powszechny). Während der Deutschen Besetzung arbeitete er als Beamter in der Region von Kielce und erteilte Unterricht im Untergrund.
Nach dem Zweiten Weltkrieg übernahm er die Leitung der Kunstabteilung der Woiwodschaft Danzig und war Mitorganisator der Baltischen Philharmonie und Küstentheaters. In den 1940er Jahren publizierte er in den Zeitschriften Dziennik Bałtycki, Rejsy und Teatr. Als Dramatiker debütierte er 1947 mit dem Stück Trasa, das in Warschau uraufgeführt wurde. In den Verband der Polnischen Literaten wurde er ebenfalls 1947 aufgenommen.
Nach Krakau kehrte er 1950 zurück und arbeitete für die Zeitschrift Życie Literackie. Am Allgemeinen Theater war er von 1956 bis 1960 künstlerischer Leiter Anschließend leitete er von 1961 bis 1969 das Ludwik-Solski-Theater in Tarnów, wo er auch Regie führte. Danach arbeitete er von 1969 bis 1973 als literarischer Berater am Juliusz-Słowacki-Theater in Krakau.

## Dramen
- Wrzosy z Normandii. Sztuka współczesna w 3 aktach, 1947
- Znak. Komedia w 3 aktach, 1948
- Apelacja Villona. Dramat w 3 aktach, 1952
- Mateczka. Komedia współczesna w 3 aktach, 1953
- Ludzie z poczekalni, 1954
- Pogotowie serca. Sztuka w 3 aktach, 1955
- Żelazne obrączki. Dramat w 4 aktach, 1957
- Dwie miłości kapitana. Sztuka w 3 aktach, 1961
- Dzieło. Dramat w 3 aktach, 1961
- Spisek Matyldy. Komedia w 3 aktach, 1962
- Robin Hood. Widowisko dla młodzieży, 1962
- Dniówka. Komedia w 2 częściach, 1963
- Z huzarami markietanki. Sztuka historyczna w 3 aktach z epilogiem osnuta na tle dziejów I Pułku Huzarów Bielskich, 1966
- Paris, Lhomond 12. Sztuka w 3 aktach, 1967
- Wrzosy z Normandii i inne utwory dramatyczne, 1982

## Auszeichnungen
- 1964: Ritterorden Polonia Restituta
- 1967: Verdienter der polnischen Kultur